# Teorie božích přikázání
Teorie božích přikázání je jednou z metaetických koncepcí. Metaetické teorie lze rozdělit na kognitivní a nonkognitivní. Mezi nonkognitivní patří emotivismus, preskriptivismus, kvazirealismus a expresivismus. Kognitivními teoriemi jsou nihilismus, subjektivismus, intuicismus, zmiňovaná teorie božích přikázání a další.

## Metaetika versus normativní etika
Normativní etika si klade otázky: Jak žít správně? Jaké jednání je dobré. A jako odpovědi formuluje normy, preskripce a celé teorie. Metaetika na rozdíl od normativní etiky nevytváří normy a neřekne nám, jak máme jednat. Ovšem za svůj předmět zkoumání si bere právě výstupy normativní etiky a ptá se: Jaká je povaha těchto morálních soudů. Jedná se o vyjádření emoce (zalíbení, odporu), přání, anebo přesvědčení, které na rozdíl od emocí a přání nese pravdivostní hodnotu? Může morální soud být objektivně pravdivý nebo se jedná o záležitost konsensu? Existují objektivní fakta, o která bychom se při posuzování pravdivosti mohli opřít? Jestliže jsou, jaká je jejich povaha? Jsou naturální nebo non-naturální, tzn. je možné je zkoumat přírodovědecky nebo není?

## Odpověď teorie božích přikázání
Teorie božích přikázání ve spektru metaetických otázek odpovídá následovně. Morální soud (např.: vražda je špatná) teorie božích přikázání považuje za vyjádření přesvědčení. Proto můžeme posuzovat pravdivostní hodnotu tohoto soudu, tedy zda je pravdivý nebo nepravdivý. Při posuzování se můžeme opřít o objektivní fakta, která podle teorie božích přikázání mají non-naturální charakter, tedy nemůžeme je zkoumat přírodovědeckými metodami. Těmito objektivními fakty jsou boží vůle a boží přikázání. Pravdivost nebo nepravdivost morálního soudu tedy určuje boží vůle a boží přikázání.

## Hlavní teze teorie božích přikázání
Z předchozího tvrzení je patrné, že morálka podle teorie božích přikázání plně závisí na bohu. Bůh určuje jaké jednání je správné a jaké naopak není. Tedy bůh určuje morální hodnoty a principy, podle kterých se posuzuje lidské jednání. Bůh zvolil tyto principy svobodně, nebyl k tomu ničím nucen. A tato boží vůle je prezentována v božích přikázáních. Morální povinnost spočívá v poslušnosti božích přikázání.

## Euthyfrónovo dilema
Základním problémem, kterému teorie božích přikázání čelí, se nazývá Euthyfrónovo dilema. Svůj název získalo podle Platónova dialogu, kde je tento problém formulován. Sókratés zde klade otázku, zda je zbožné milováno bohy, protože je zbožné, nebo je zbožné, protože je milováno bohy. Pro naše účely ji můžeme přeformulovat následovně: Přikazuje bůh určité jednání, protože je morálně správné, nebo je morálně správné, protože ho přikazuje bůh?
V této otázce se nachází dva směry. První říká, že bůh dané jednání přikazuje, a proto je toto jednání morálně správné. To ovšem naráží na problém boží libovůle. Bůh může zvolit libovolně kterékoliv jednání za správné a klidně to může být usmrcení dítěte pro zábavu. To ovšem zastánci teorie božího přikázání nemohou připustit, a tak tato cesta vede do slepé uličky
Druhý směr říká, že jednání je správné, a proto ho bůh přikazuje. I zde ovšem narážíme na problémy. A sice morálka není plně a pouze závislá na bohu. Bůh už není zcela suverénní, ale je zde něco, co určuje a řídí jeho rozhodování. I tato cesta tedy není řešením.

## William Lane Craig – Can We Be Good without God?
Současným představitelem teorie božích přikázání je William Lane Craig.

### Vymezení v rámci metaetiky
“But wait! It would, indeed, be arrogant and ignorant to claim that people cannot be good without belief in God. But that was not the question. The question was: can we be good without God? When we ask that question, we are posing in a provocative way the meta-ethical question of the objectivity of moral values. Are the values we hold dear and guide our lives by mere social conventions akin to driving on the left versus right side of the road or mere expressions of personal preference akin to having a taste for certain foods or not? Or are they valid independently of our apprehension of them, and if so, what is their foundation? Moreover, if morality is just a human convention, then why should we act morally, especially when it conflicts with self-interest? Or are we in some way held accountable for our moral decisions and actions?” 

### Vyrovnání s Euthyfrónovým dilematem
„On the theistic view, objective moral values are rooted in God. God’s own holy and perfectly good nature supplies the absolute standard against which all actions and decisions are measured. God’s moral nature is what Plato called the “Good.” He is the locus and source of moral value. He is by nature loving, generous, just, faithful, kind, and so forth. (…) Far from being arbitrary, these commands flow necessarily from His moral nature.” 